# Bednarzowa Zatoka

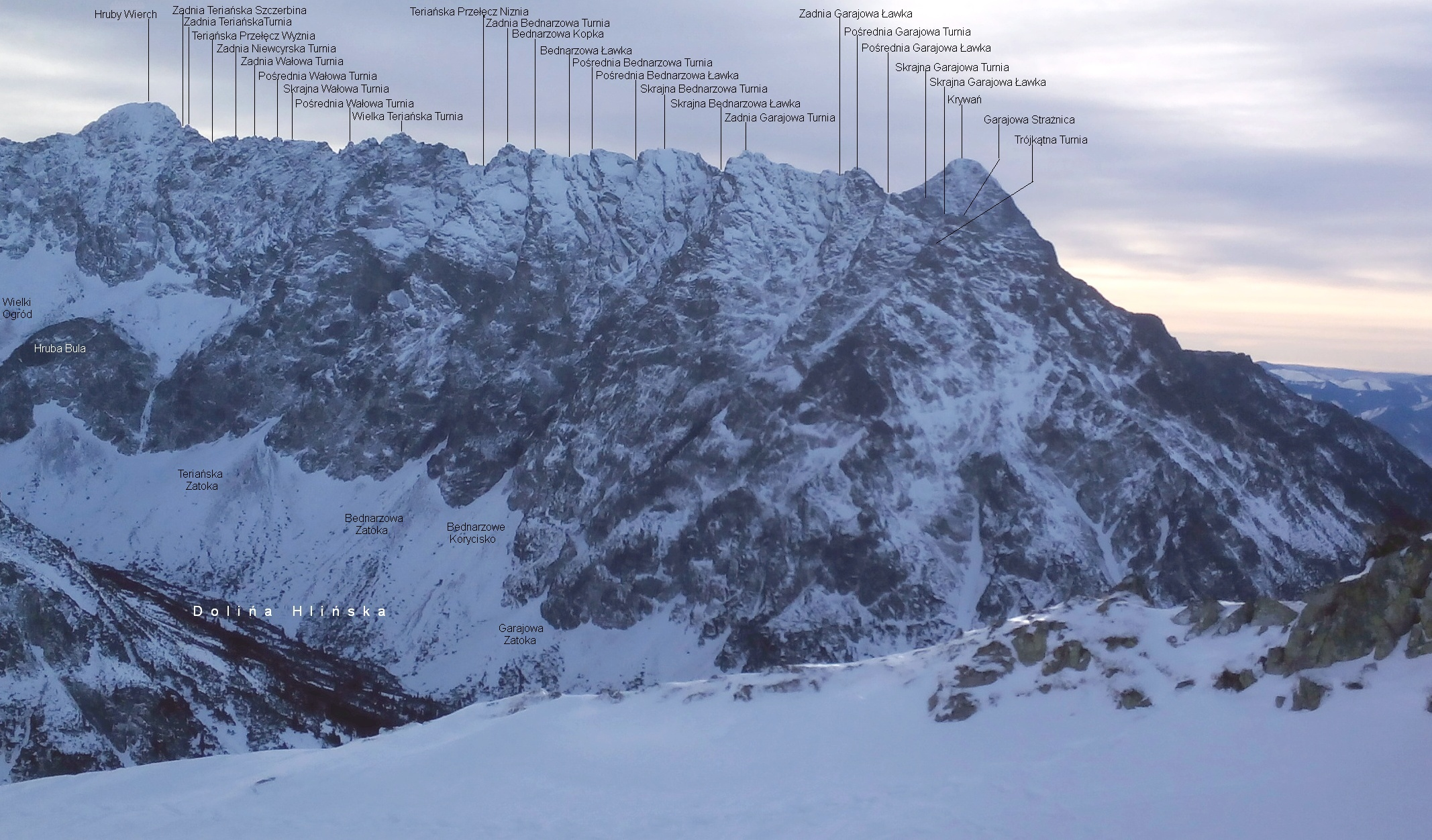
Widok od północy. Bednarzowa Zatoka wśród opisanych obiektów

Bednarzowa Zatoka – zatoka wcinająca się w północno-wschodnie podnóża Grani Hrubego w słowackich Tatrach Wysokich. Znajduje się w wylocie żlebu opadającego z Zadniej i Pośredniej Bednarzowej Ławki oraz Bednarzowych Wrótek do dna Doliny Hlińskiej. Zatokę wypełnia wielki stożek piargowy. Przez większą część roku przykryty jest śniegiem zanikającym dopiero pod koniec lata.
Nazwę tej wklęsłej formacji skalnej nadał Władysław Cywiński w 14 tomie przewodnika wspinaczkowego Tatry. Grań Hrubego. Prowadzi z niej droga wspinaczkowa Z Doliny Hlińskiej, północną depresją na Zadnią Bednarzową Ławkę (V w skali tatrzańskiej, czas przejścia 6 godz.).
U północno-wschodnich podnóży Grani Hrubego jest w Dolinie Hlińskiej kilka wypełnionych piargami zatok i stożków piargowych. Największe z nich to: Teriańska Zatoka, Bednarzowa Zatoka, Bednarzowe Korycisko, Garajowa Zatoka i stożek piargowy u podnóży Hrubej Buli. Wszystkie one mają znaczenie orientacyjne; pomagają taternikom w rozpoznaniu miejsca startowego do dróg wspinaczkowych, zwłaszcza w sytuacji, gdy wierzchołki turni ukryte są w chmurach. 